# Kukoliwka
Kukoliwka (ukr. Куколівка) – wieś na Ukrainie, w obwodzie kirowohradzkim, w rejonie aleksandryjskim, w hromadzie Popelnaste. W 2023 liczyła 644 mieszkańców.